# Центральный колледж
Центральный колледж или Сентр-колледж (англ. Centre College) — частный гуманитарный университет в г. Данвилл, Кентукки, США. Основан в 1819 году лидерами Пресвитерианской церкви. 
В рейтинге US News & World Report за 2012 год колледж занял 42-е место среди гуманитарных вузов США. В рейтинге журнала Forbes за 2011 год колледж занял 34-ю позицию среди американских вузов.
Среди выпускников колледжа два вице-президента США, один главный судья США, 13 сенаторов, 43 члена Палаты представителей и 11 губернаторов штатов.